# Cappella Antoniana
La Cappella Musicale Antoniana della Basilica del Santo è il coro polifonico della Basilica di Sant'Antonio di Padova.

## Storia
L'atto formale di costituzione della cappella porta la data 28 dicembre 1486 (more patavino 1487). La veneranda Arca di Sant'Antonio, unitamente alla comunità dei frati, così stabilisce:
(Archivio dell'Arca, Liber Determinationum, c. 2.)
L'attività della formazione corale è documentata sin dal 1487, quando il coro era formato dai soli frati e novizi del convento attiguo, anche se sin dai primi anni vi presero parte anche cantori e strumentisti laici o appartenenti al clero secolare.
Nel XVI secolo, periodo d'oro per la polifonia classica, era diretta da padre Costanzo Porta, discepolo di Willaert a Venezia, anche se l'epoca di maggior splendore la cappella la visse durante il periodo barocco, quando tra i suoi componenti figuravano musicisti quali padre Francesco Antonio Callegari, padre Francesco Antonio Vallotti, padre Luigi Sabbatini e il grande Giuseppe Tartini. Ne seguì un periodo di sostanziale decadenza che perdurò almeno fino alla seconda metà del XIX secolo, quando si avviò una vera e propria ripresa della gloriosa istituzione per mano dei maestri Giovanni Tebaldini e soprattutto Oreste Ravanello. A partire dal 1969, col direttorato di padre Pio Capponi (che si concluse nel 1984, con la scomparsa di questi proprio durante la messa dell'Epifania, il giorno 8 gennaio) e con l'introduzione delle voci femminili, la cappella tornò sui livelli del secolo precedente. Dal 1984 al 2006 la cappella fu affidata alla direzione di padre Giancarlo Betteto, quindi passò al maestro Valerio Casarin, attuale direttore del coro; l'organista è il maestro Massimo Dal Prà.

## Direttori della cappella musicale
La data indica l'inizio dell'incarico, desunto dagli atti amministrativi della veneranda Arca:
- 1487, 18 giugno – Fr. Pietro da Beaumont
- 1488, 12 febbraio – Fr. Giovanfrancesco da Lodi
- 1489, 6 luglio – Fr. Lorenzo d'Arezzo
- 1494, 18 maggio – Fr. Pietro da Beaumont
- 1500, 3 maggio – Facin da Verona
- 1519, 7 maggio – Fr. Rufino Bartolucci d'Assisi
- 1537 – Fr. Francesco Maria (Guelfo? Delfico?)

sospensione della Cappella (1543-1553)
- 1553, 15 gennaio – P. Maria dei Rizzi o Rizzo
- 1554, 6 gennaio – Fr. Francesco Maria Delfico
- 1556-1561 – Fr. Francesco Guelfo

sospensione della Cappella (1563-1564)
- 1565, 9 gennaio – P. Costanzo Porta
- 1567, 13 gennaio – P. Francesco Maria Delfico
- 1567 – P. Piero Antonio Guaenario ("sostituto")
- 1569, 7 gennaio – P. Bonifacio Pasquali
- 1585 – Fr. Giacomo Ruberto ("sostituto")
- 1585, 18 maggio – P. Lodovico Balbi
- 1591 – P. Francesco Dal Sole ("sostituto")
- 1592, 26 maggio – P. Orazio Colombani

sospensione della Cappella nel 1593
- 1595 – P. Placido Gambuto da Rimini ("sostituto")
- 1595, 1º aprile – P. Costanzo Porta
- 1601, 1º giugno – P. Bartolomeo Ratti

sospensione della Cappella nell'aprile 1606
- 1606, 5 giugno – P. Giulio Belli
- 1608, 23 novembre – P. Bartolomeo Ratti
- 1614, 25 febbraio – P. Gian Antonio Filippini
- 1615, 4 agosto – P. Alvise Balbi

sospensione della Cappella tra il 1617 e il 1620
- 1621, 6 ottobre – P. Giovanni Ghizzolo
- 1623, 6 ottobre – P. Leandro Gallerano

sospensione della Cappella nel 1624
- 1634, 4 settembre – P. Andrea Chilinski, detto Andrea Polacco
- 1635, 30 gennaio – P. Antonio Dalla Tavola
- 1674, 10 luglio – P. Francesco Vannarelli
- 1679, 22 dicembre – P. Felice Antonio Arconati
- 1689, 29 aprile – P. Giuseppe Natali
- 1696, 30 ottobre – P. Giuseppe Antonio Ferrari
- 1703, 3 maggio – P. Francescantonio Calegari
- 1727, 10 maggio – P. Giuseppe Rinaldi
- 1730, 21 febbraio – P. Francesco Antonio Vallotti
- 1780, 26 aprile – P. Agostino Ricci
- 1786, 22 aprile – P. Luigi Antonio Sabbatini
- 1809, 3 febbraio – P. Stanislao Mattei
- 1809, 18 dicembre – P. Vincenzo Moschetti
- 1814, 3 giugno – sig. M° Antonio Calegari[2]
- 1829, 3 ottobre – P. Luigi Anselmo Marsand
- 1834 – P. Bartolomeo Stella
- 1834, 23 maggio – P. Antonio Maria Costantini
- 1854 – sig. M° Melchiorre Balbi
- 1879 – P. Alessandro Capanna
- 1880 – P. Giovanni Soranzo
- 1894 – sig. M° Giovanni Tebaldini
- 1898 – sig. M° Oreste Ravanello
- 1939 – sig. M° Ciro Grassi
- 1942 – sig. M° Giovanni Argenti ("sostituto")
- 1946, 16 novembre – sig. M° Bruno Pasut

sospensione della cappella, aprile-novembre 1969
- 1969, 10 novembre – P. Pio Gianfrancesco Capponi
- 1984, 9 gennaio – P. Giancarlo Betteto
- 2006 – sig. M° Valerio Casarin

## Attività
La Cappella, composta da 75 elementi, oltre all'attività concertistica, svolge servizio musicale in Basilica in occasione delle feste di precetto. È presente alla liturgia principale delle 11.00, alla messa di Mezzanotte del Natale e alla Veglia di Pasqua, nonché alla funzione pomeridiana delle 18.00 nelle maggiori solennità.